# Preußenkoalition
Die Preußenkoalition bezeichnet eine Regierungskoalition des Landes Preußen in den 1920er Jahren.
Von der Novemberrevolution 1918 bis zum Kapp-Putsch wurde diese Koalition von dem Sozialdemokraten Paul Hirsch, danach – mit mehrmonatiger Unterbrechung durch ein rein bürgerliches Kabinett 1921 und durch eine monatelange Regierungskrise Anfang 1925 – stets von dem Sozialdemokraten Otto Braun geführt.
In ihrer Zusammensetzung entsprach die Preußenkoalition gewöhnlich der Weimarer Koalition, von Ende 1921 bis Anfang 1925 der Großen Koalition. So war die Sozialdemokratie (SPD) auch während der 8½ Jahre, in denen sie an der Regierung im Reich nicht beteiligt war, in Preußen Regierungspartei, und sie koalierte stets mit dem Zentrum, das gleichzeitig an sämtlichen Reichsregierungen teilnahm und so die sozialdemokratischen Minister dauerhaft an die rechtsbürgerlichen Parteien band. Ab 1930 setzte eine Rechtsentwicklung und eine Entfremdung der Zentrumspartei von der SPD ein.
Die Preußenkoalition, seit der Landtagswahl vom 24. April 1932 ohne parlamentarische Mehrheit, aber geschäftsführend im Amt geblieben, weil keine andere Koalition zustande kam, wurde am 20. Juli 1932 durch den Papen-Staatsstreich (Preußenschlag) aus den Amtsgeschäften entfernt.